# Bistum Ramsbury
Das Bistum Ramsbury (lat.: Dioecesis Lindisfarnensis) war eine im heutigen Vereinigten Königreich gelegene römisch-katholische Diözese mit Sitz in Ramsbury in der Grafschaft Wiltshire.

## Geschichte
Das Bistum Ramsbury wurde im Jahre 909 aus Gebietsabtretungen des Bistums Winchester errichtet. Im Jahre 1058 wurde das Bistum Ramsbury mit dem Bistum Sherborne zusammengelegt. Daraus entstand das Bistum Salisbury.
Das Bistum Ramsbury war dem Erzbistum Canterbury als Suffraganbistum unterstellt. 1969 wurde das Bistum Ramsbury als Titularbistum wiedererrichtet.

## Bischöfe von Ramsbury
- Æthelstan, 909–927
- Odo, 927–942, dann Erzbischof von Canterbury
- Ælfric, 942–949
- Oswulf, 952–970
- Ælfstan, 970–981
- Wulfgar, 981–985
- Sigerich der Ernste, 985–990, dann Erzbischof von Canterbury
- Ælfric, 990–995, dann Erzbischof von Canterbury
- Bertwald, 995–1045
- Hermann, 1045–1058